# جرج ایستمن

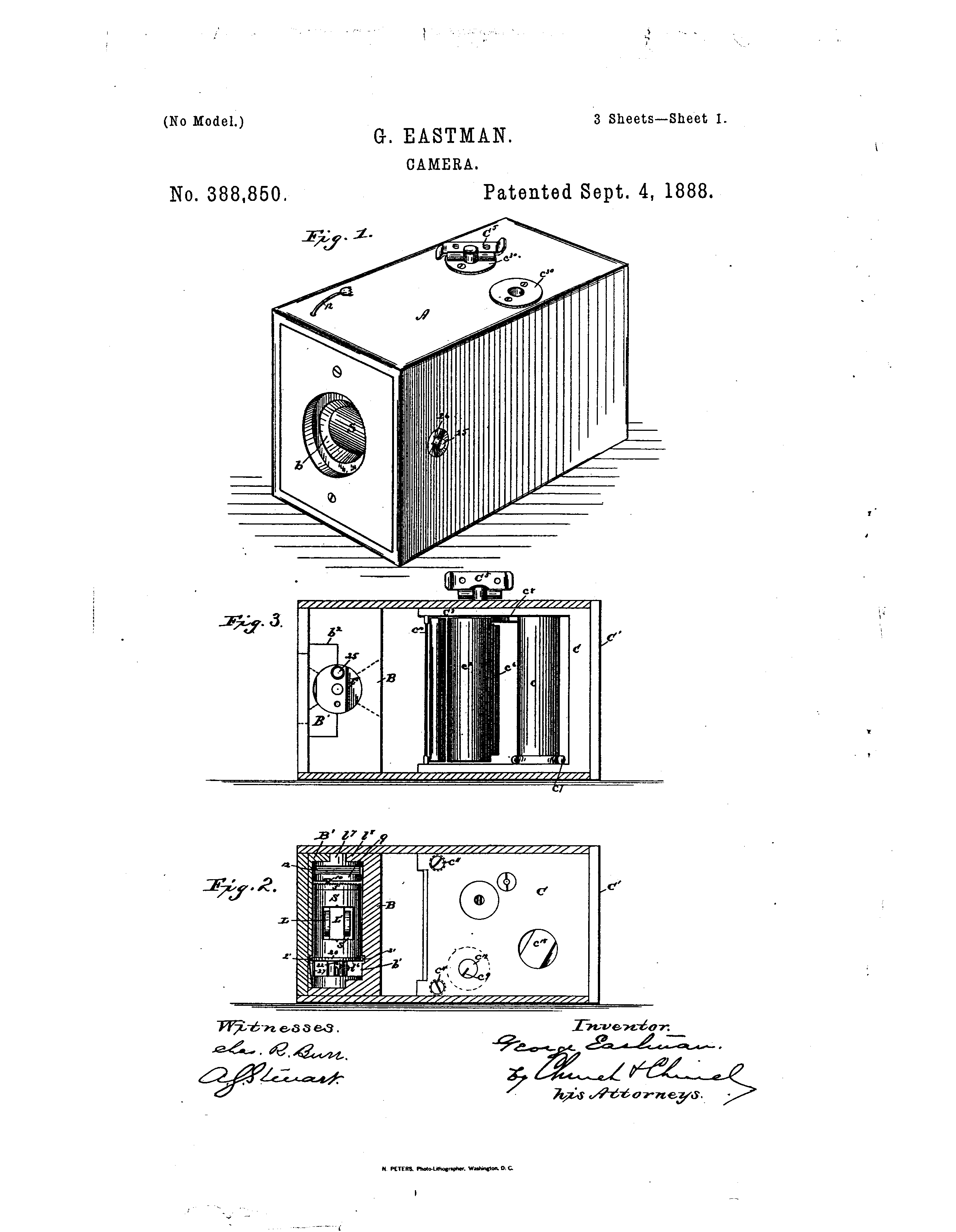
شماره ثبت اختراع ایالات متحده ۳۸۸٬۸۵۰، صادر شده به جورج ایستمن، ۴ سپتامبر ۱۸۸۸

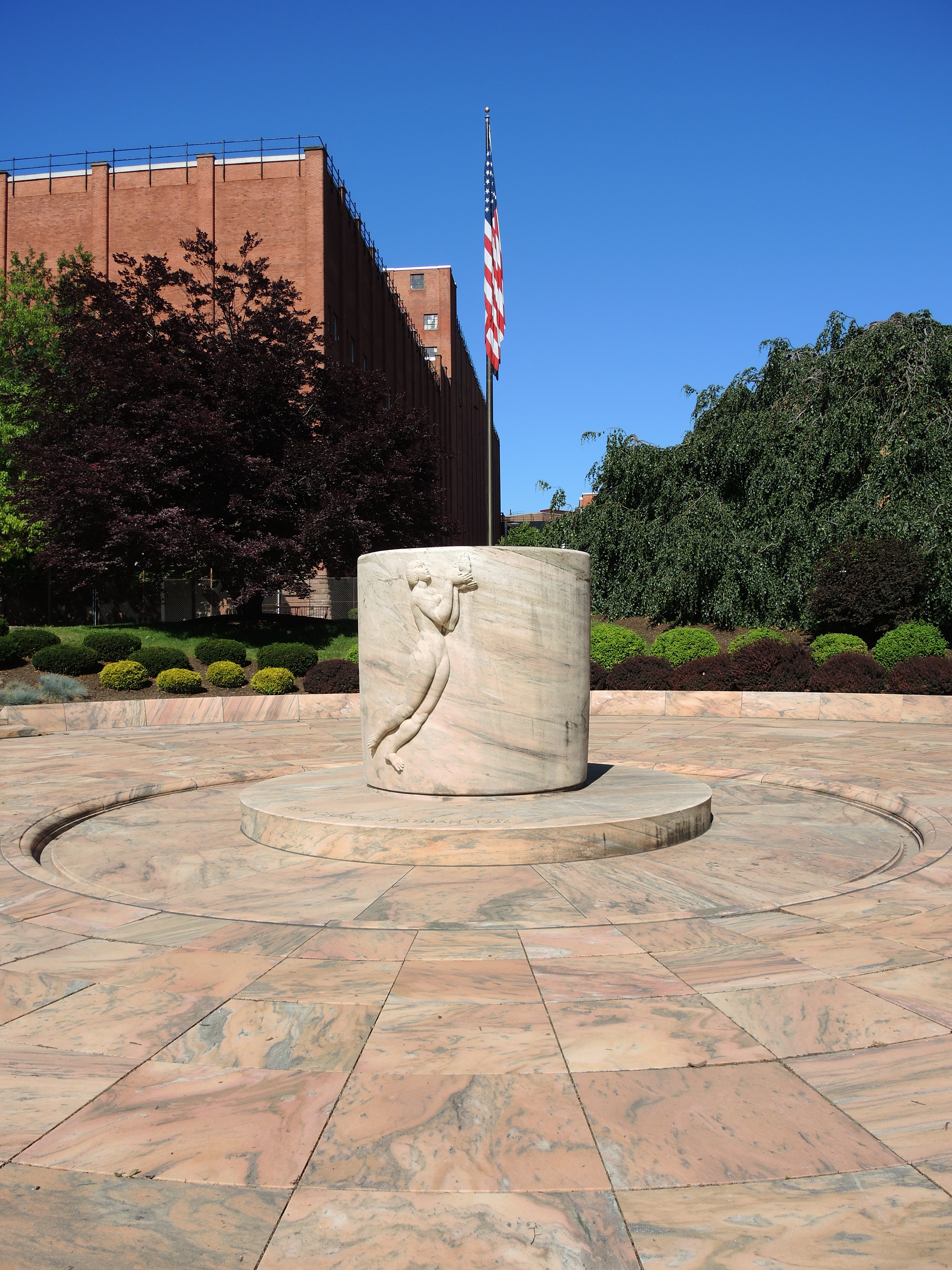
یادبود در پارک کداک در روچستر. خاکسترهای ایستمن در زیر بنای یادبود مرمر جورجیا قرار دارد.

جرج ایستمن (به انگلیسی: George Eastman) (زادروز ۱۲ ژوئیه ۱۸۵۴ - درگذشته ۱۴ مارس ۱۹۳۲ مخترع فیلم رول، کارآفرین و بنیانگذار آمریکایی کمپانی کداک است. او کسی است که عکاسی را برای همهٔ مردم ممکن کرد.
او یک نیکوکار و بخشنده بود، برقراری دانشکده موسیقی ایستمن و دانشکده‌های دندانپزشکی و پزشکی در دانشگاه روچستر، کمک به ساخت پردیس دوم دانشگاه ام‌آی‌تی در کنار رودخانه چارلز و اهدا آن به دانشگاه همپتون، ارائهٔ بودجه برای کلینیک‌ها در لندن و دیگر شهرهای اروپایی برای کمک به ساکنان کم‌درآمد، از جمله فعالیت‌های بشردوستانه وی بود.
ایستمن در سال ۱۸۸۴ فیلم رول را که فیلمی از جنس پلاستیک آغشته به امولسیون ژلاتینی است را ابداع کرد و با ساخت دوربین‌های کداک عکاسی را برای مردم عادی مقرون به صرفه نمود و تحول مهمی در عکاسی ایجاد کرد.

## زندگی
جرج ایستمن در سال ۱۸۵۴ در یکی از روستاهای نیویورک دیده به جهان گشود. نام پدرش جورج واشینگتن ایستمن و مادرش ماریا ایستمن بود. او دو خواهر بزرگتر از خود به نام‌های الن ماریا و کتی داشت.
در همان سال تولد او، پدرش دانشکده اقتصاد ایستمن را در روچستر بنا کرد و چند سال بعد خانواده را برای زندگی به آنجا برد. در سال ۱۸۶۲ زمانی که دانشکده در حال شکل‌گیری و رشد بود، پدرش درگذشت و اندک سرمایه‌ای را برای آن‌ها به ارث گذاشت. در سال ۱۸۷۰ خواهر کوچکترش کتی نیز درگذشت. با پدید آمدن چنین شرایطی، جورج که تنها پسر خانواده بود برای سرپرستی و حمایت مالی مادر و خواهرش مجبور به ترک تحصیل شد و راهی بازار کار گردید. ابتدا برای یک شرکت کوچک بیمه مشغول به کار شد و پس از آن به استخدام بانک محلی روچستر درآمد.
جرج برای گردش آخر هفته قصد داشت دوربینی را اجاره کند و از خانواده‌اش عکسبرداری کند. سنگینی، حجم و گرانی مبلغ تهیه یک دوربین یا حتی یک عکس تمامی فکر او را به خود مشغول ساخت؛ و او همواره در پی یافتن روشی برای ارزان کردن عکاسی و استفادهٔ آن برای همهٔ مردم بود.

## زندگی حرفه‌ای

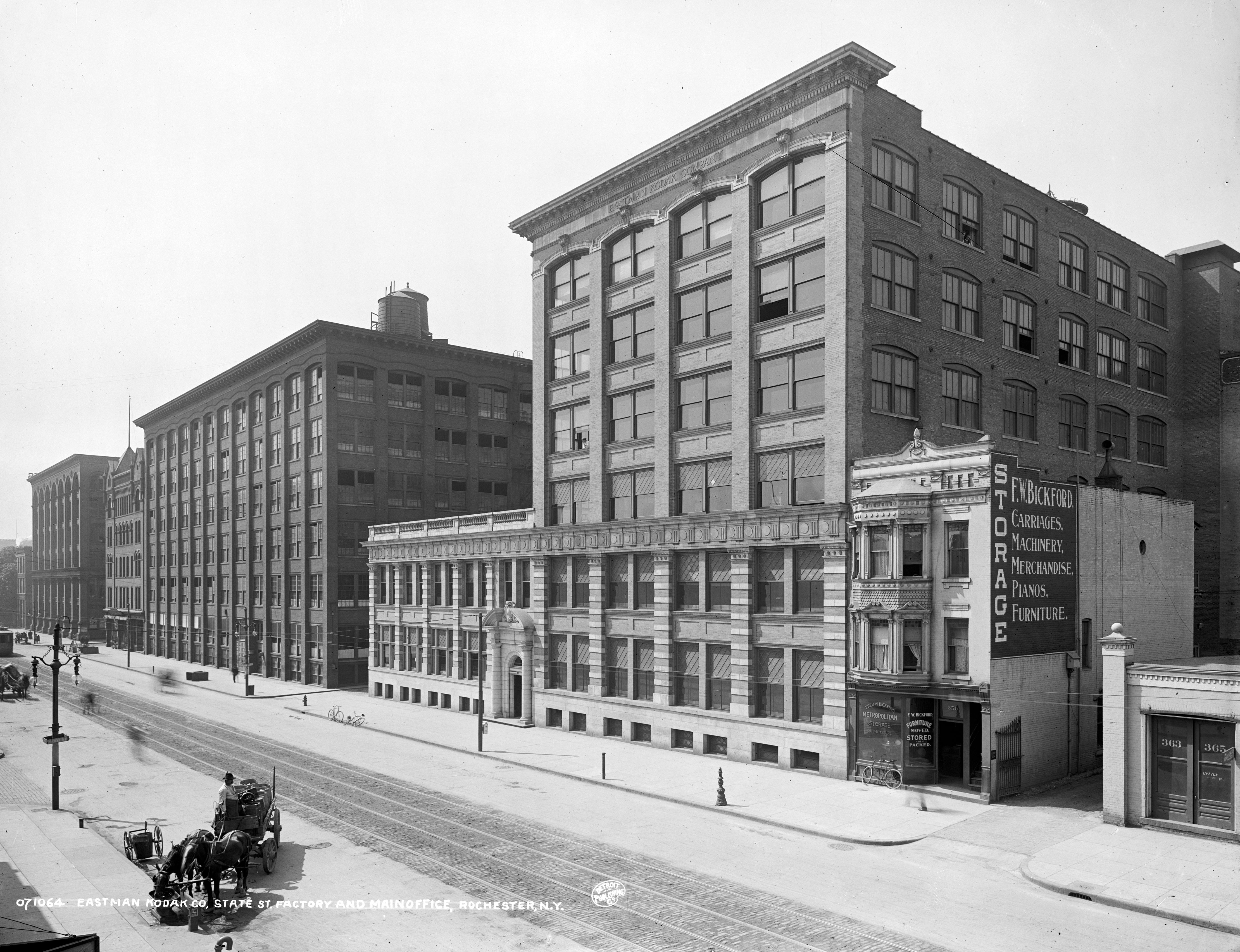
کارخانه و دفتر کمپانی کداک. حدود سال ۱۹۱۰

او به مدت سه سال مشغول آزمایش موادی بود تا بتواند امولسیون ژلاتین را در جایگاه نگاتیو فیلم عکاسی دوربین قرار دهد. سرانجام در سال ۱۸۸۰ توانست دستگاهی با قابلیت کارایی با نگاتیو خشک جهت تهیه عکس اختراع نماید و در ۱۸۸۴ آن را به ثبت رساند.
سرانجام در سال ۱۸۹۲ کمپانی ایستمن کداک افتتاح شد، کمپانی که با ظهور خود انقلاب بزرگی در صنعت عکاسی پدیدآورد. اندکی بعد کمپانی کداک توانست با بکارگیری چند نوآوری دیگر، دوربینهای سبک با کارایی بسیار ساده را با نام کداک وارد بازار نماید. شعار تبلیغاتی کارخانهٔ کداک برای دوربین‌هایش چنین بود که «شما دکمه را فشار دهید، بقیه‌اش را ما انجام می‌دهیم. »
در مدت زمان بسیار اندکی دوربین‌های عکاسی کداک در سراسر جهان شهرت یافت و میزان تقاضای آن به شدت سرعت گرفت. در همان زمان، ابتکار جدید ایستمن برای پایه‌ریزی ظهور فیلم‌های متحرک در سال‌های بعد نیز با سر و صدای بسیاری همراه شد.
در سال ۱۸۸۸ هنگامی که ایستمن نام کداک را برای کمپانی و محصولات خود برگزید، از او سؤالات بسیاری در مورد علت انتخاب این نام پرسیده شد و او در پاسخ اظهار داشت که از دوران کودکی علاقه خاصی به حرف "K" داشته‌است و همیشه آن را حرف مورد علاقه و قدرت بخش می‌دانسته‌است. از نظر او انتخاب کلمه‌ای که با این حرف شروع و با آن خاتمه می‌یابد، قطعاً خوش‌شانسی و موفقیت فراوانی برای او دربر خواهد داشت.

## خانهٔ ایستمن

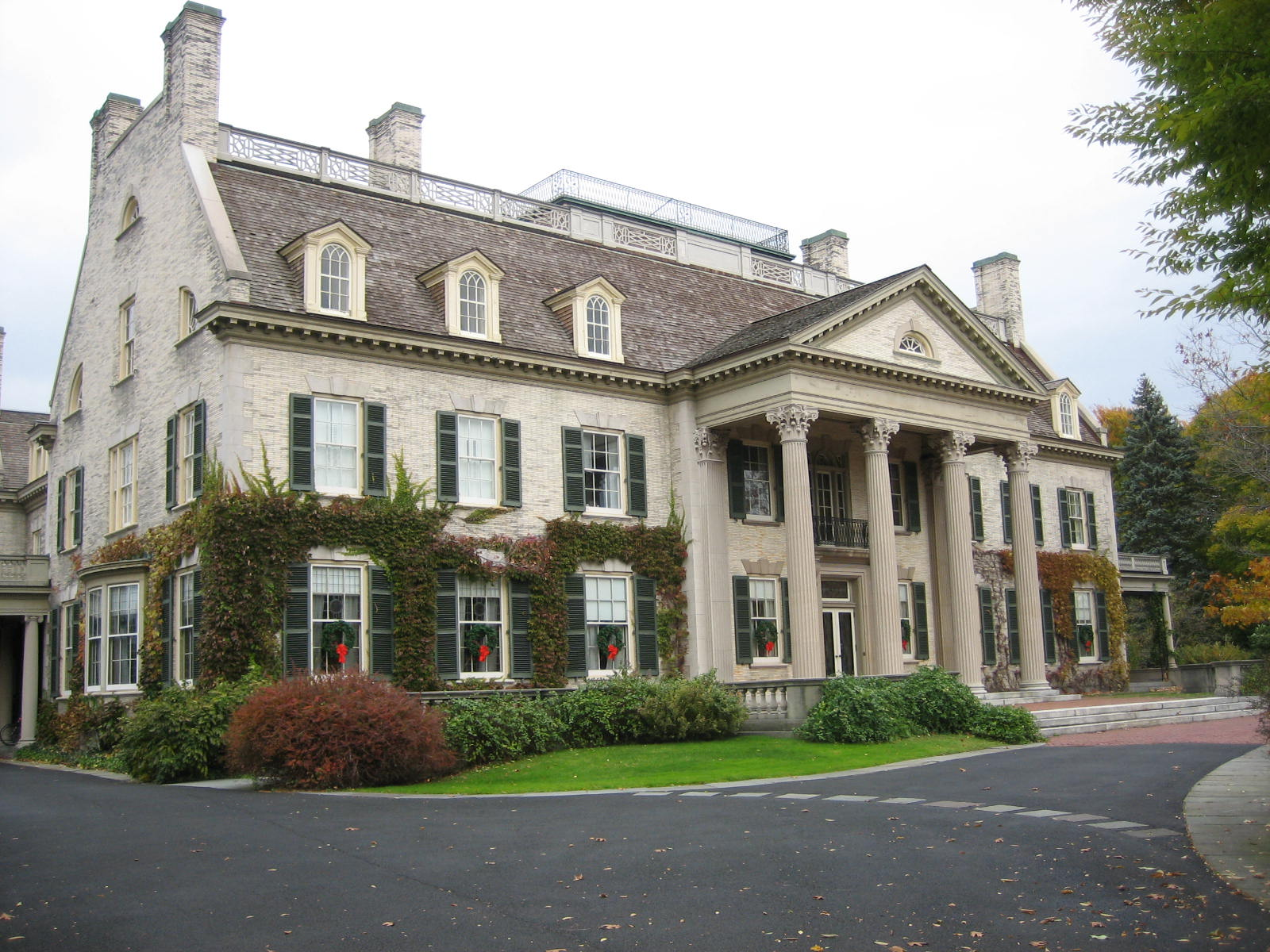
خانه جورج ایستمن

در سال ۱۹۰۲ ایستمن که حال به یک ثروتمند مشهور تبدیل شده بود، تصمیم گرفت تا خانه‌ای را که همیشه در خواب‌های کودکی‌اش می‌دیده بنا نماید. از همین رو مشهورترین معمار آن دوران در ایالات متحده، فوستر وارنر را به خدمت گرفت و ساخت خانه را آغاز نمود. خانه‌ای به مساحت ۳۲۰۰ متر با ۵۰ اتاق و مجهزترین سیستم گرمایش، تلفن، برق و از همه مهم‌تر با طراحی داخلی طراحان کاخ سفید که هزینه ساختش مبلغی معادل ۳۳۵ هزار دلار آن زمان شد را در روچستر نیویورک بنا نهاد.
خانهٔ وی در سال ۱۹۹۶ به موزه بین‌المللی عکاسی و فیلم تبدیل شد.

## ویژگی‌های شخصی و اخلاقی
از خصوصیات بارز ایستمن می‌توان به سخاوتمندی و علم‌دوستی او اشاره کرد. از آنجا که او در دوران نوجوانی به دلیل مشکلات مالی و خانوادگی نتوانسته بود ادامه تحصیل دهد، در این دوران که صاحب مال و شهرت شده بود همواره به موسسات آموزشی کمک‌های شایانی اهدا می‌کرد. او در دوران حیاتش مبلغی معادل ۲۰ میلیون دلار به مؤسسه فناوری ماساچوست اهدا نمود. همچنین مرکز فناوری دانشگاه روچستر مبلغی معادل ۶۲۵ هزار دلار در سال ۱۹۰۱ از ایستمن به عنوان هدیه دریافت کرد. او همچنین هدیه‌ای معادل ۲ میلیون دلار به هر یک از موسسات آموزشی توسکگی و دانشگاه همپتون ارائه نمود.
ایستمن علاقه فراوانی به شهر روچستر داشت و با تمام قوا جهت پیشرفت و توسعه این شهر گام برمی‌داشت. بنای مؤسسه و انجمن چست به عنوان دانشکده موسیقی این شهر و همچنین بخشیدن منزل مسکونی مشهورش پس از مرگ به دانشگاه روچستر از جمله این اقدامات به‌شمار می‌روند.

## خودکشی و مرگ
ایستمن به علت سخت شدن بافت‌های ستون فقرات فلج شده بود و نمی‌خواست بقیهٔ عمر را به آن صورت بگذراند و متکی به کمک دیگران باشد و به همین دلیل در ۱۴ مارس ۱۹۳۲ با شلیک یک گلوله به سینه خود، خودکشی کرد. او در آخرین جملهٔ وصیت‌نامه‌اش نوشت «من کارم را انجام دادم. پس ماندن دیگر لزومی ندارد».

## نگارخانه

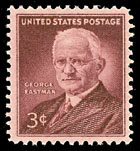
تصویر ایستمن بر تمبر ایالات متحده در سال ۱۹۵۴
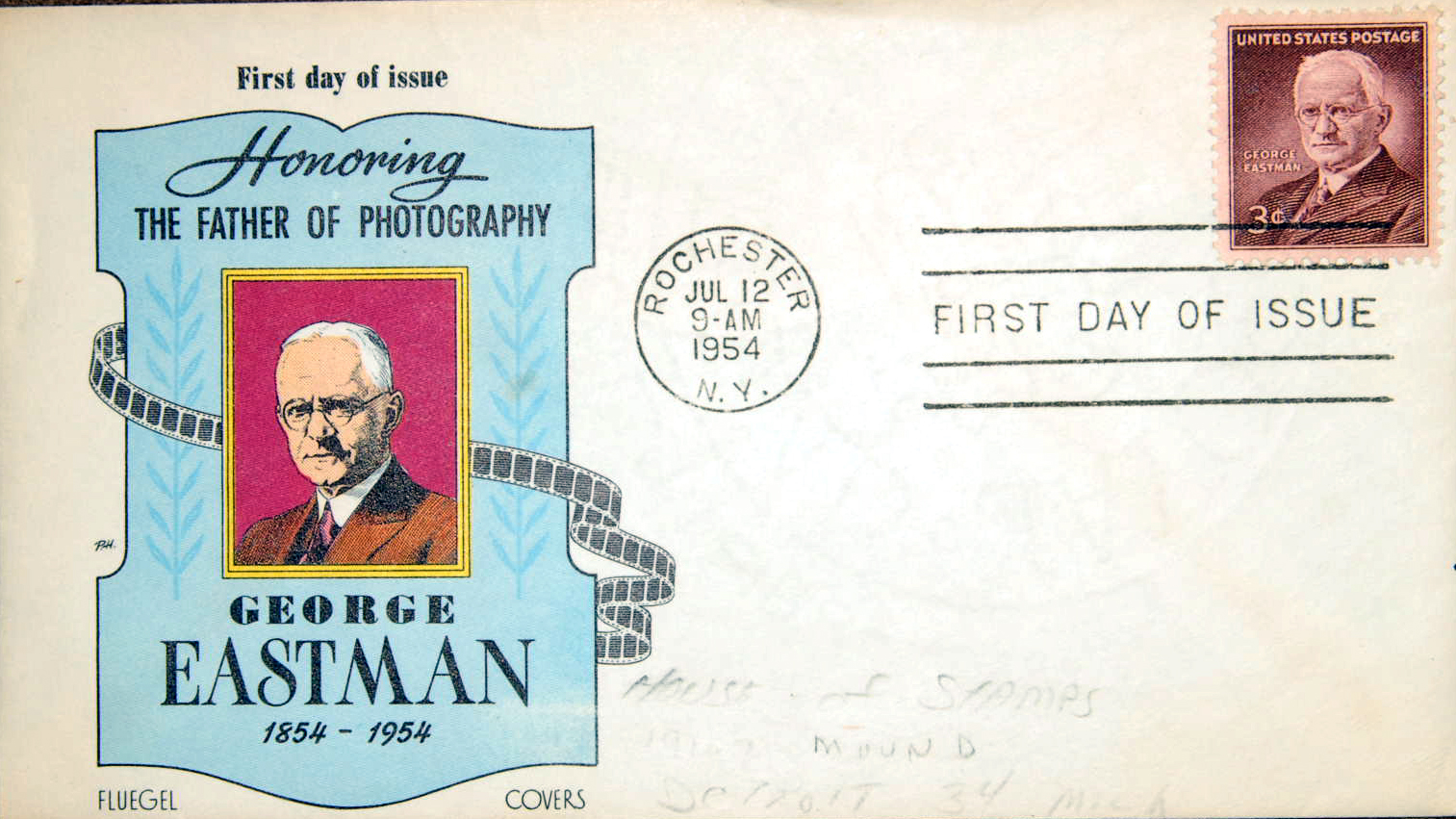
اولین پاکت بزرگداشت جورج ایستمن ۱۹۵۴
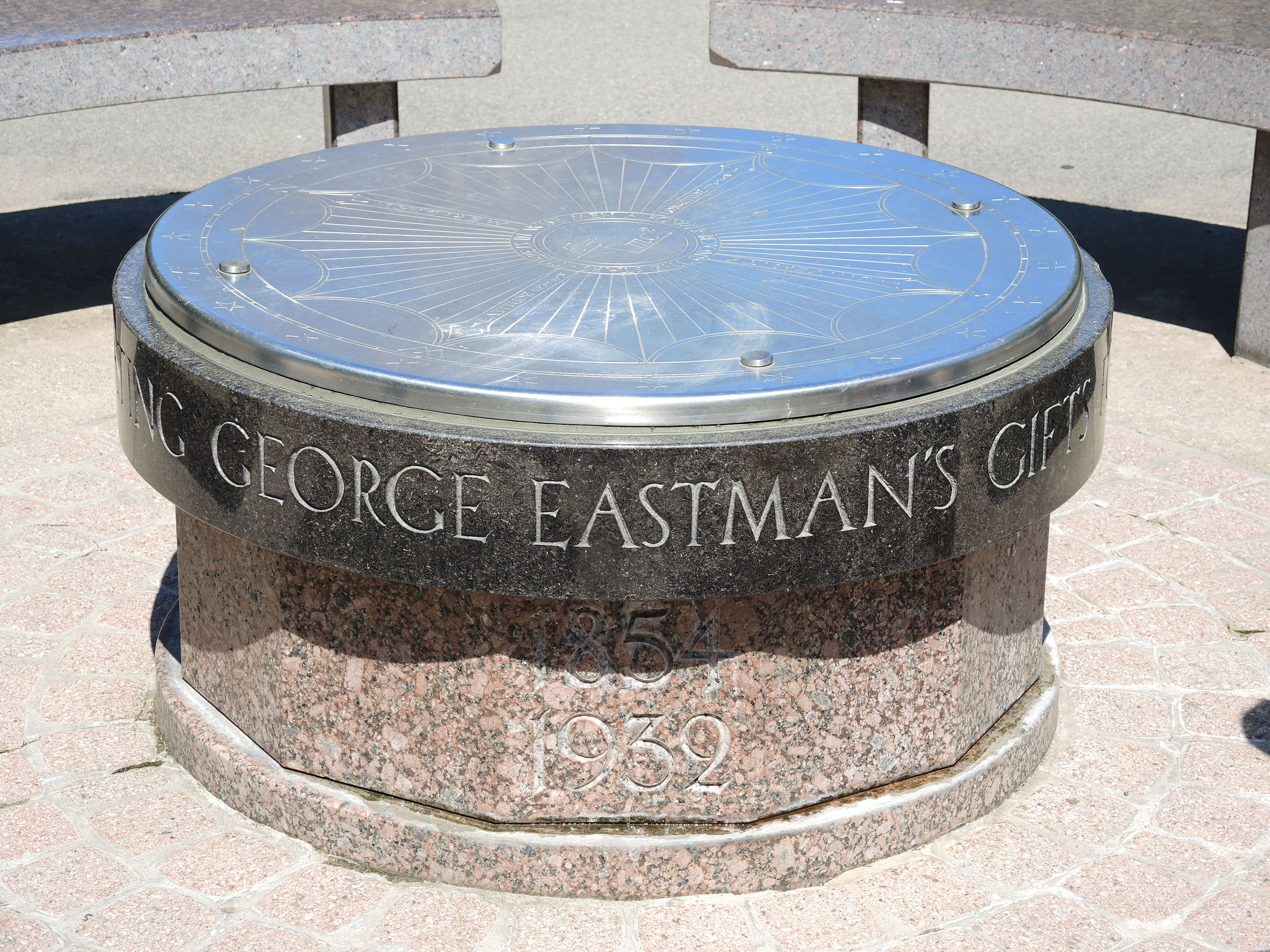
علامت نصف النهار و یادبود ایستمن